# My life (alanのアルバム)
『my life』（マイ・ライフ）は、チベット族中国人女性歌手alanの2枚目のアルバム。中華圏では『我的人生』という名称で発売。2009年11月25日にavex traxから発売された。

## 概要
- 2009年11月25日にavex traxよりリリース。2009年に発売された「久遠の河」から「Swear」までの3枚のシングル曲が収録されている。
- CD版と、CD+DVD版がある。
- CD版の初回限定生産盤には、40ページのミニフォトブックがつく。
- CD+DVD版の初回限定生産盤には、DVDに「Special Studio Live Session」が収録されている。

## 収録曲

### CD
1. reflection 〜overture〜
  - 作曲・編曲：中野雄太
2. Swear
  - 作詞：aico・宮川ユカ、作曲：菊池一仁、編曲：河野圭
3. One
  - 作詞：矢井田瞳、作曲：alan・菊池一仁
  - ギターソロにEvery Little Thingの伊藤一朗が参加している[1]。
4. 見つめていたい
  - 作詞：御徒町凧、作曲：菊池一仁、編曲：村田昭
5. 涙(Smooth Jam Mix)
  - 作詞：古内東子、作曲：菊池一仁、編曲：村田昭
6. Lost Child
  - 作詞：Kenn Kato、作曲：alan・菊池一仁、編曲：河野圭
7. Butterflies
  - 作詞：藤林聖子、作曲：alan・菊池一仁、編曲：SHiNTA
8. Essence of me
  - 作詞：藤林聖子、作曲：菊池一仁、編曲：Army Slick
  - 後にシングルとして発売される『犬夜叉 完結編』のエンディングテーマ「Diamond」のリミックス曲。歌詞に若干相違がある。
9. Call my name
  - 作詞：kenko-p、作曲：alan・菊池一仁、編曲：村田昭
10. 白い翼
  - 作詞：御徒町凧、作曲：菊池一仁、編曲：TATOO
11. Nobody knows but me
  - 作詞：alan・菊池一仁、作曲：alan、編曲：村田昭
  - 初のalan本人による作詞作曲
  - Rin'の長須与佳が尺八を演奏している[2]。ワンマンライブ「alan 1st concert -voice of you-」東京公演においても、長須与佳本人の出演による尺八の生演奏が披露された。
  - 中国語版は「蘭色〜Love Moon Light〜」に収録されている。
12. BALLAD 〜名もなき恋のうた〜
  - 作詞：kenko-p、作曲：菊池一仁、編曲：中野雄太
13. 久遠の河
  - 作詞：松井五郎、作曲：岩代太郎、編曲：中野雄太
14. my life
  - 作詞：古内東子、作曲：菊池一仁、編曲：中野雄太
  - 中国語版は『蘭色〜Love Moon Light〜』に収録されている。

### DVD
1. 久遠の河 Music Video
2. BALLAD 〜名もなき恋のうた〜 Music Video
3. Swear Music Video
4. my life Music Video
5. 幸せの鐘 (2009 Ver.) Music Video
6. オフショット2009

#### 初回限定生産盤収録内容
Special Studio Live Session
1. 涙 (Smooth Jam Mix)
2. 懐かしい未来〜longing future〜
3. 涙そうそう

## タイアップ
| 曲名                       | タイアップ                                              | 備考               |
| -------------------------- | ------------------------------------------------------- | ------------------ |
| Swear                      | ブルボン ブランチュールミニシリーズ テレビCMソング      | 11thシングル。     |
| BALLAD〜名もなき恋のうた〜 | 『BALLAD 名もなき恋のうた』主題歌                       | 10thシングル。     |
| 久遠の河                   | 『レッドクリフ Part II -未来への最終決戦-』全世界主題歌 | 9thシングル。      |
| my life                    | 『ゴッドイーター』エンディングテーマソング              | アルバムリード曲。 |

## 参照
1. ↑  インストア｜UNTITLED BALLADS
2. ↑  参加しました♪